# 极限奇援
《极限奇援》（英語：Extreme Save），原名《东北人都是活雷锋之长白山行动》，中国大陆冒险喜剧片，导演雪村，主演王千源、黄圣依、魏晨，讲述了退役军人张高兴带领救援队在长白山救援勘探人员的故事。

## 演员
- 王千源 出演 张高兴
- 黄圣依 出演 王厉害
- 魏晨 出演 崔华
- 雪村 出演 徐大白
- 俞晴 出演 王优秀王翠花
- 包贝尔 出演 包老板
- 林永健 出演 吴用功
- 杜海涛 出演 杜老板
- 陈东阳 出演 井凯
- 李锐 出演 资深记者
- 张立威 出演 俞伟
- 程野 出演 壮大
- 修睿 出演 壮二
- 程一展 出演 吴所谓
- 白金铂 出演 周枢
- 权立群 出演 小权
- 周超 出演 唐舒克
- 臻臻 出演 臻臻
- 潇公子 出演 潇公子
- 韩谨竹 出演 英子

## 制作
2020年10月15日，该片在北京市开机拍摄，根据真实故事改编而成。

## 上映
2024年1月12日，该片在中国大陆上映。